# Markus Krumbiegel
Markus Krumbiegel (* 14. Juni 1971 in Nürnberg) ist ein deutscher Jurist.

## Werdegang
Nach dem in Nürnberg abgelegten Zweiten Staatsexamen im Jahr 1999 war Krumbiegel zunächst als Beamter des höheren Dienstes im Staatsministerium für Unterricht und Kultus in Bayern tätig. 2001 trat er seine erste Richterstelle in der Arbeitsgerichtsbarkeit Bayerns an, wo er in der Folgezeit in verschiedenen Gerichtsbezirken eingesetzt war. Nach seiner von 2007 bis 2008 währenden Abordnung an das Bundesarbeitsgericht als wissenschaftlicher Mitarbeiter erhielt er zuletzt am 30. April 2013 die Ernennungsurkunde zum Richter am Bundesarbeitsgericht.

## Quelle
- Markus Krumbiegel neuer Richter am BAG, juris vom 30. April 2013

| Personendaten    | Personendaten                           |
| ---------------- | --------------------------------------- |
| NAME             | Krumbiegel, Markus                      |
| KURZBESCHREIBUNG | deutscher Verwaltungsjurist und Richter |
| GEBURTSDATUM     | 14. Juni 1971                           |
| GEBURTSORT       | Nürnberg                                |